# 洛林龙属
洛林龙（属名：Lorrainosaurus）是来自中侏罗世法国洛林的一种上龙亚目。

## 发现与命名
正模标本（MNHNL BU159）发现于法国洛林蒙图瓦拉蒙塔涅和圣玛丽欧谢讷镇之间翻新公路时的一次临时挖掘期间。遗骸由一个近乎完整的下颌骨、乌喙肩胛骨、一颗牙齿及上颌骨和前肢碎片组成。遗骸出自格拉维洛特泥灰岩（Marnes de Gravelotte），后者是一处可追溯至约1.68亿年前中侏罗世巴柔阶的泥灰岩沉积层。标本由古生物学家帕斯卡·迦德弗利兹（Pascal Godefroit）于1994年首次研究并描述为扁鼻强龙新种凯氏扁鼻强龙。
诺埃（2001年）的博士论文中对属的鉴定提出质疑，但至少等到2021年，比勒费尔德自然历史博物馆的斯文·萨克斯（Sven Sachs）才开始对正模标本进行严格的重新检查。萨克斯在2023年的一项多作者研究中发表研究结果，其中发现MNHNL BU159属于一个比扁鼻强龙更衍生的谱系。这因此证明该物种代表一个新属，作者则将其命名为洛林龙属（Lorrainosaurus），此名为模式产地洛林及古希腊语σαῦρος／sauros（蜥蜴）的混合词。

## 描述
洛林龙是种相当小的上龙亚目。当用正模标本全长下颌骨（133（52英寸））外推近缘的窄鼻龙——已知化石包括带有接近动物总身长三分之一的下颌骨的近完整骨骼——的比例时，估计凯氏洛林龙全长为4.66（15.3英尺）。